# Дочка темряви
«Дочка темряви» (англ. Daughter of Darkness) — американський телевізійний фільм жахів 1990 року режисера Стюарта Гордона.

## Сюжет
Після смерті матері, Кетрін Тетчер вирушає на пошуки свого батька до далекої і незнайомої Румунії і виявляється втягнутою в злочинний світ вампіра.

## У ролях
- Ентоні Перкінс — Антон / принц Костянтин
- Міа Сара — Кетрін Тетчер
- Роберт Рейнольдс — Грігоре
- Деже Гараш — Макс
- Джек Коулмен — Девлін
- Еріка Боднар — Ніколь
- Кеті Рак
- Агі Маргітай
- Аттіла Лете
- Марі Кішш
- Ференц Неметі
- Іштван Хунядкурті